# Concours de Rainhill

Inauguration de la ligne de chemin de fer Liverpool - Manchester (aquarelle d'A. B. Clayton, 1830).

Le concours de Rainhill est l'une des premières courses de vitesse pour locomotives (principalement à vapeur). Les différentes courses se tinrent au mois d'octobre 1829 à Rainhill (Merseyside) sur la voie ferrée de la ligne Liverpool - Manchester, qui était alors presque achevée.

## Organisation
Lorsque la ligne de chemin de fer Liverpool - Manchester fut sur le point d'être inaugurée, les directeurs de l'exploitation imaginèrent d'accueillir un concours de machines locomotrices pour décider si les trains seraient tirés par des machines à vapeur fixes ou des locomotives. C'est ainsi qu'on organisa les Courses de Rainhill, compétition ouverte à tous les candidats volontaires pour faire une démonstration de locomotive, et dont l'issue devait déterminer le matériel choisi pour desservir la ligne. Indépendamment de la question de la cession future de l'engin à la compagnie, une récompense de 500 £ était mise au concours. Le jury était formé de trois autorités éminentes des transports : John Kennedy, John Urpeth Rastrick (en), et Nicholas Wood (en).

## Règlement
Les locomotives admises à concourir devaient satisfaire à plusieurs essais préliminaires et remplir diverses conditions, révisées à la baisse au cours des essais, et qui se résumèrent finalement à ceci :
- « Le poids de la locomotive, y compris sa cargaison d'eau pour la chaudière, sera vérifié à la bascule officielle à 8h00 du matin, et l'on imposera à la machine un train de trois fois le poids indiqué. L'eau de chaudière sera froide, et le four sera vide de combustible. On chargera le tender de chaque machine d'autant de combustible et d'eau que son propriétaire le jugera utile pour accomplir un voyage de 35 miles (56 km). On allumera ensuite la chaudière, et l'on notera précisément la quantité de combustible et le temps nécessaires pour mettre en pression la vapeur.

- Le tender, avec sa cargaison de combustible et d'eau, sera considéré et pris pour partie intégrante de la charge affectée à la motrice.

- Les motrices qui tireront leur propre cargaison de combustible et d'eau se verront déduire ce fardeau en proportion de leur poids propre.

- La motrice, avec ses wagons, sera hâlée à main jusqu’au poste de départ, et l'instant de départ sera pris dès que la vapeur aura atteint une pression de 50 psi (soit 3,4 bars).

- La motrice devra parcourir 1 mile ¾ à chaque tour (soit 2,8 km), y compris le 1/8e de mile (200 m) requis pour atteindre la pleine vitesse et freiner jusqu'à l'arrêt ; de sorte que la motrice, et son train, auront parcouru à chaque tour 1 mile ½ (2,4 km) à pleine vitesse.

- Les motrices effectueront dix tours, ce qui représente un voyage de 35 miles (56 km) ; dont 30 miles auront été décrits à pleine vitesse, la vitesse moyenne ne devant jamais descendre en dessous de 10 miles par heure (16 km/h)[2].

- Dès que la motrice aura accompli ce trajet (représentant la distance de Liverpool à Manchester), elle recevra une pleine cargaison d’eau et de combustible ; et dès qu'elle sera en mesure de le faire, elle rejoindra le poste de départ, et effectuera dix tours de plus, représentant le voyage retour de Manchester à Liverpool.

- On notera précisément le temps mis pour effectuer chaque voyage, ainsi que le délai pris pour se préparer au voyage de retour[3]. »

## Les compétiteurs

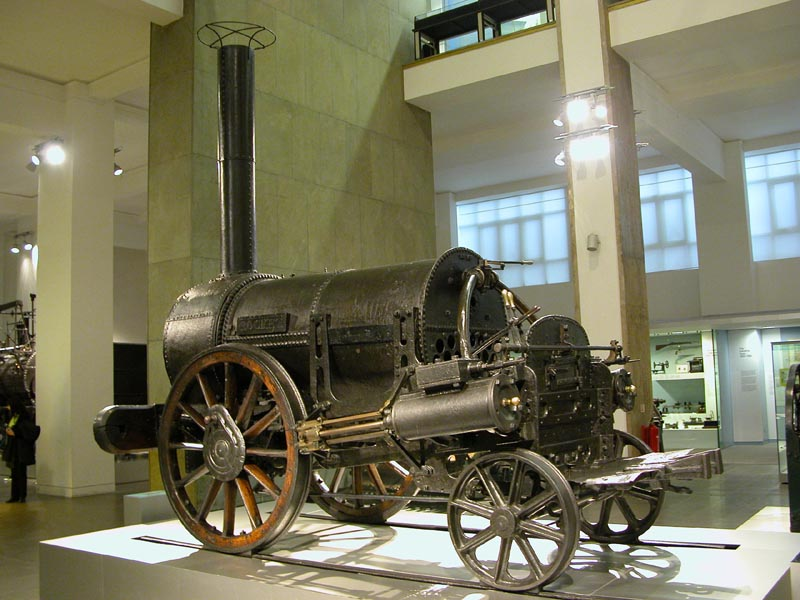
La Fusée des Stephenson, très modifiée, conservée au Science Museum de Londres.

On retint les candidatures de dix locomotives, mais au premier jour de la compétition (le 6 octobre 1829) seules cinq locomotives furent en mesure d'accomplir les essais préliminaires :
- la Cyclopède de Thomas Shaw Brandreth (en).
- la Novelty, de John Ericsson et John Braithwaite (en).
- la Perseverance (en), de Timothy Burstall.
- la Rocket, construite par George et Robert Stephenson.
- la Sans Pareil, de Timothy Hackworth.

## Déroulement des épreuves
On fit rouler deux à trois locomotives par jour, et on procéda à plusieurs autres essais sur les matériels entre les épreuves.
Le tronçon de Rainhill de la ligne de Manchester était particulièrement plat sur une distance de 1500 m, ce qui en faisait un endroit de choix pour comparer les performances des différentes locomotives.

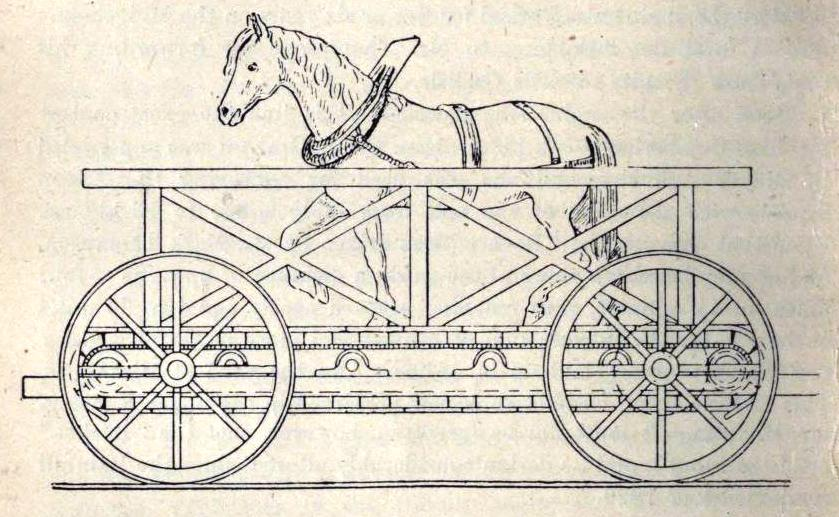
La Cycloped de Brandreth.

La Cycloped fut la première locomotive à être éliminée. Construite selon une « conception traditionnelle », elle employait deux chevaux à entraîner une courroie. Elle fut éliminée après que l'animal eut traversé le châssis de la plate-forme à la suite d'un accident.

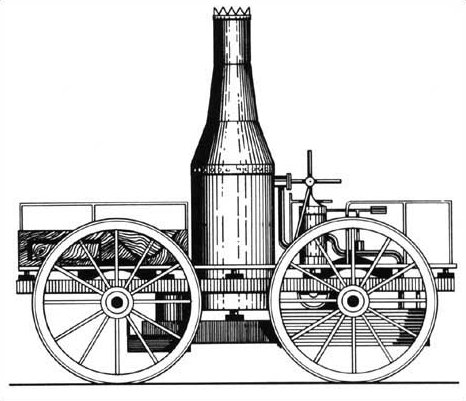
La Perseverance de Burstall.

Puis ce fut le tour de la Perseverance. Elle fut endommagée lors de son acheminement vers le lieu du concours et Burstall passa cinq jours à la réparer. Incapable d'atteindre les 16 km/h de moyenne requis lors des essais préliminaires le lendemain de son arrivée, elle fut reléguée à un prix de consolation de 25 £.

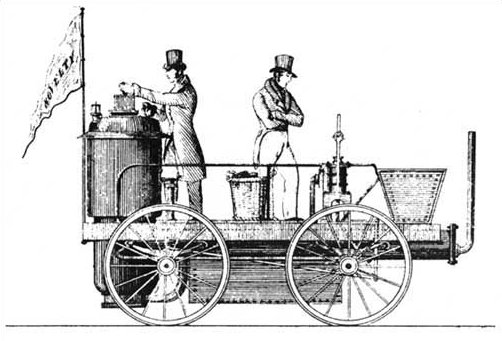
La locomotive Novelty d'Ericsson and Braithwaite.

La Novelty devait elle aussi être éliminée. À l’opposé de la Cycloped, c’était en 1829 une motrice de conception révolutionnaire, plus légère et beaucoup plus rapide que les autres locomotives en compétition. Il va sans dire que c'était la favorite du public. Elle atteignit la vitesse stupéfiante de 45 km/h le premier jour des épreuves, mais souffrit bientôt des fuites d'un tuyau qui ne put être réparé convenablement sur place et dans les délais impartis. Elle reprit toutefois les épreuves le lendemain, mais lorsqu'elle atteignit la vitesse de 24 km/h, le tuyau se mit de nouveau à fuir, cette fois en endommageant le reste du circuit, de sorte que le candidat dut abandonner.

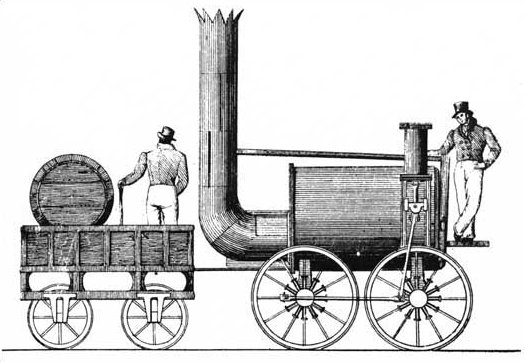
La Sans Pareil de Hackworth.

La Sans Pareil arriva pratiquement au bout des épreuves, malgré un doute sur sa légitimité, car son poids dépassait de 136 kg les exigences réglementaires. Quoi qu'il en soit, elle accomplit huit tours jusqu'à ce qu'un cylindre éclate. Malgré cet échec, la compagnie de chemin de fer Liverpool & Manchester en fit l'acquisition et l'exploita deux ans, avant de la louer à la compagnie Bolton and Leigh Railway (en).

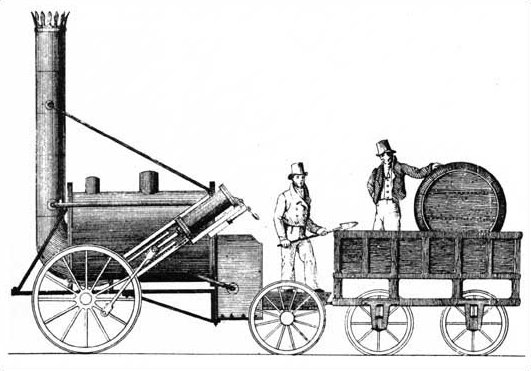
La Rocket (ou "Fusée") de Stephenson.

Ainsi, la Fusée des Stephenson resta seule en course jusqu'à la fin des épreuves. Avec une vitesse moyenne de 20 km/h (et une pointe à 48 km/h) pour 13 tonnes tractées, elle fut déclarée gagnante et les Stephenson, outre la récompense de 500 £, remportèrent le contrat de fourniture exclusive des locomotives de la ligne Liverpool & Manchester. Par calcul des vitesses et de la consommation, on trouve que la Fusée, avec ses innovations limitées, avait un net avantage sur ses concurrentes et une fiabilité bien supérieure. La Novelty la rattrapait presque au plan du rendement, mais la conception de son foyer la rendait sujette à l'encrassement par le mâchefer, qui bouchait l'apport d'air et ralentissait le moteur avant de provoquer son arrêt pur et simple : Ericsson, en effet, avait conçu son moteur pour brûler du bois de bouleau (commun en Scandinavie), et découvrit trop tard l'effet des impuretés présentes dans la houille grasse employée à l'époque au Royaume-Uni.

## Commémoration: la manifestation «Rocket150»
Pour célébrer le 150e anniversaire des essais, on organisa en 1980 une reconstitution appelée Rocket 150.
À cette occasion, on fabriqua une réplique de la Novelty d’Ericsson, à laquelle on confronta des copies de la Sans Pareil et de la Fusée (avec son chauffeur).
Participaient également à ces courses :

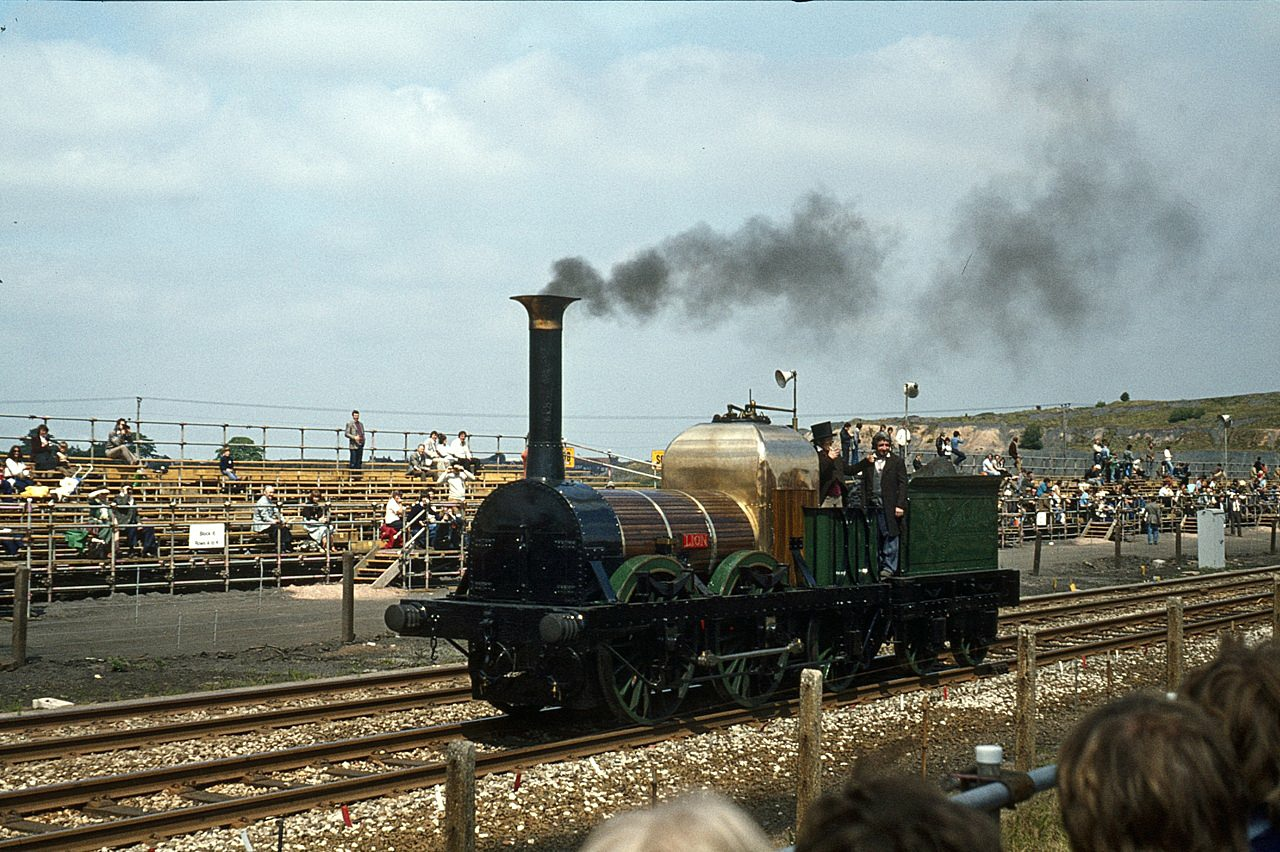
La Lion, de Todd, Kitson et Laird, lors de la démonstration de 1980.

- la Lion (en), qui était la plus vieille locomotive d'époque encore en état de marche (la locomotive américaine John Bull, de sept ans plus ancienne, ne devait être remise en marche qu'en 1981). C'est cette locomotive , devenue pièce de musée, qui reprend du service en 1953 dans la drolatique Comédie d'Ealing Tortillard pour Titfield sous le nom de Thunderbolt (éclair)
- le Flying Scotsman no 4472 ;
- la LMS 4-6-0 Jubilee class no 5690 Leander ;
- Sir Nigel Gresley n°4498 (en) ;
- une GWR 0-6-0 no 3205 ;
- LMS Class 4 MT 2-6-0 no 43106 ;
- la BR 92220 Evening Star (en), dernière locomotive à vapeur construite par British Railways ;
- la Princess Elizabeth n°6201.

Deux locomotives 86214 Sans Pareil, la Class 86 et la 86235 Novelty avaient été repeintes dans une variante du logo « Rail Blue » de British Railways où figurait l'inscription « Rocket 150 » sur fond jaune.
Lors d'une reconstitution plus récente des courses de Rainhill (en 2002), ni la Sans Pareil (11 tours sur 20 ) ni la Novelty (10 tours sur 20) ne sont parvenues à arriver au bout des épreuves. La reconstitution, organisée sur un tronçon de chemin de fer à Llangollen (Pays de Galles), a fait l'objet d'un documentaire de la BBC (série Timewatch). Cette reconstitution ne peut toutefois donner qu'une idée très relative des essais d'époque en raison des compromis adoptés pour produire le documentaire pour la télévision, des différences d'expérience des pilotes entre hier et aujourd'hui, des différences de combustible, des modifications apportées aux machines pour satisfaire aux exigences actuelles en matière de sécurité, de la qualité accrue des matériaux et des assemblages. On ne pourrait à la rigueur effectuer de comparaisons qu'à partir de calculs rendant compte de ces différences.
Ainsi, toutes les locomotives reconstituées présentent des différences essentielles avec les modèles originaux de 1829.